# Gyldenstolpia fronto
Gyldenstolpia fronto é uma espécie de roedor da família Cricetidae. Pode ser encontrada na Argentina e Brasil. O seu habitat natural conhecido é a savana árida.

## Nomenclatura e taxonomia
A espécie foi descrita em 1887 por Herluf Winge como Scapteromys fronto. Philip Hershkovitz em 1966 reconheceu duas subespécies: para Kunsia fronto fronto, em Lagoa Santa (MG), localidade-tipo conhecida apenas por espécimes fósseis, e Kunsia f. chacoensis, conhecida para a região de Oro, na província de Chaco, na Argentina. Avila-Pires (1972) descreveu Kunsia f. planaltensis, com ocorrência para Brasília, no Distrito Federal. Musser & carleton (1993) consideram as subespécies Kunsia fronto chacoensis (Gyldesntalpe, 1932) e Kunsia f. planaltensis Avila-Pires, 1972 como sinônimos de Kunsia fronto. Em 2008, Pardiñas, D'Elía e Teta recombinaram a espécie para Gyldenstolpia fronto.
Duas subespécies são reconhecidas:
- Gyldenstolpia fronto fronto (Winge, 1887) - conhecida apenas da localidade-tipo em Lagoa Santa, Minas Gerais, Brasil;
- Gyldenstolpia fronto chacoensis (Gyldenstolpe, 1932) - conhecida paenas da localidade-tipo em rio de Oro, província do Chaco, Argentina;

## Informações Gerais
Kunsia Fronto é uma espécie de hábitos semifossoriais, encontrada em áreas abertas do Cerrado e do Chaco argentino, associada a áreas úmidas. Não existe informação sobre a sua dieta, mas, como outros roedores akodontinos semifossoriais (e.g. Juscelinomys, Scapteromys e Oxynycterus), deve alimenta-se de insetos e de material vegetal, como raízes e gramíneas. No Brasil, há 25 espécimes da série-tipo de K. f. planaltensis (holótipo e parátipos) depositados no Museu Nacional do Rio de Janeiro. Os registros mais recentes da espécie são três exemplares coletados na década de 1990 (Marinho-Filho et al., 1998), provenientes da Estação Ecológica de Águas Emendadas, em Planaltina, no Distrito Federal, e depositados na Coleção de Mamíferos do Departamento de Zoologia da Universidade de Brasília. Este material foi coletado em campo úmido e erroneamente identificado e publicado como K. tomentosus.

## Distribuição Geográfica
A única informação disponível sobre a distribuição da espécie no passado são os espécimes da localidade-tipo, situada nos depósitos pleistocênicos das cavernas de Lagoa Santa, em Minas Gerais. Atualmente, ocorre em populações disjuntas no noroeste da Argentina (Vale do Rio de Oro) e no Brasil Central, em Lagoa Santa, Minas Gerais (Hershkovitz, 1996) e Distrito Federal (Avila-Pires, 1972).

## Presença em Unidades de Conservação
A única Unidade de Conservação com registro da espécie é a EE de Águas Emendadas (DF) (registrada inicialmente como K.tomentosus , por Marinho-Filho et al.,1998).

## Principais Ameaças
Trata-se de espécie especialista de habitat, semifossorial e de difícil captura com as técnicas mais habituais. A perda e degradação de habitats parecem ser as principais ameaças à sobrevivência da espécie.

## Estratégias de Conservação
Face à escassez de informação biológica sobre a espécie, a principal estratégia de conservação indicada é o investimento em pesquisa científica priorizando o inventariamento em áreas desconhecidas e conhecidas do Cerrado, bem como sobre a sua taxonomia, distribuição, biologia e ecologia.